# Branner og Korch
Branner og Korch, egl. Branner og Korchs Forlag, var et dansk forlag grundlagt i 1949, da Morten A. Korch og Povl Branner sammensluttede deres forlag; det udgav i mange år skønlitteratur af populære danske forfattere som fx Morten Korch, Johanne Korch, Vladimir Oravsky og Lars Nielsen foruden børnebøger. I 1979 blev Branner og Korch solgt til Andreasen & Lachmann A/S, som senere lagde det ind under Kroghs Forlag AS. Senere kom forlaget under Thaning & Appel.